# Diecezja Città di Castello
Diecezja Città di Castello (łac. Dioecesis Civitatis Castelli o Tifernatensis) – diecezja Kościoła rzymskokatolickiego we Włoszech, w metropolii Perugii, w regionie kościelnym Umbria.
Została erygowana w VII wieku.

## Główne świątynie
- Katedra: Bazylika katedralna świętych Florencjusza i Amancjusza w Città di Castello
- Bazylika mniejsza: Bazylika Zaśnięcia Najświętszej Maryi Panny w Canoscio